# Cumberland (Columbia Británica)
Cumberland es un pueblo canadiense situado en la provincia de Columbia Británica.

## Superficie
Cumberland tiene una superficie de 29,04 km².

## Demografía
En 2021, tenía 4447 habitantes, una densidad poblacional de 153,1 hab./km², y 1918 viviendas.